# Schwarz (Grebenau)
Schwarz ist ein Stadtteil von Grebenau im mittelhessischen Vogelsbergkreis.
Das Haufendorf liegt von Wald umgeben im Gründchen. Die Kernstadt Grebenau liegt nordöstlich von Schwarz. Bei Schwarz mündet der Leimelbach in die Schwarza.

## Ortsgeschichte

### Mittelalter
In einer gefälschten karolingischen Schenkungsurkunde werden zwei Bäche im Jahre 782 erwähnt: „... inde sursum in Jazah, inde in Suarzaha“ (von dort hinauf zur Jossa, von dort zur Schwarza).. Die vorgebliche karolingische Urkunde wurde bereits vor dem Jahre 1057 gefälscht und in einem Kopiar niedergeschrieben. Das Kopiar entstand um 1150. Angeführt wurden dort Gewässernamen, keine Ortsnamen.
Der Ort selbst wird erstmals 1295 in einer Urkunde genannt: „... religiosos viros commendatorem et fratres ordinis s. Johannis in Grebenauwe necnon dominum Herbodum plebanum in Suarzahe ...“ (den Geistlichen, dem Komtur und den Brüdern des Johanniterordens zu Grebenau sowie dem Herrn Herbod, dem Pleban zu Schwarz).
Im 13. Jahrhundert gab es ein Zollstelle in Schwarz an der Handelsstraße Frankfurt-Leipzig.
1371 wird das Gericht zu Schwarz erwähnt: „... ir teil an dem gerichte czu Swarze ...“
In den folgenden Jahren scheint eine Differenzierung im Ortsnamen entstanden sein, denn man unterschied nun zwischen Schwarz und Ober-Schwarz. Ober-Schwarz war die weiter Bach aufwärts gelegene Siedlung. So heißt es 1398: „... in der stad Alsfelt vnde yn den dorffen, gerechtin vnde gebieden darvmme gelegen, mit namen ein gudechin zu Swarze, eyn gud zu Vbernschwarze ... “ Schließlich wird in einem Salbuch von 1573 „item ein wiese tzuo Obernn Schwarz“ erwähnt.
Der Gewässername, welcher dem Ortsnamen zugrunde liegt, basiert auf einem Adjektiv, welches im Alt- und Mittelhochdeutschen „swarz“ = dunkel, schwarz bedeutet.
Die Namensgebung gehört zu den Ältesten im „Gründchen“. Orte mit der „aha- bzw. -afa“ - Endung, einem sogenannten Appellativum, sind vor dem 9. Jahrhundert gegründet.
Die angebliche Ansiedlung von Hunnen beruht auf einer für Udenhausen überlieferte Legende.

### Neuzeit
Im 17. Jahrhundert kam das Dorf zum Oberamt Alsfeld. Eine eigene Pfarrei wurde im gleichen Jahrhundert begründet. 1774 bis 1777 wurde die alte Kirche durch einen Neubau ersetzt.
Die Statistisch-topographisch-historische Beschreibung des Großherzogthums Hessen berichtet 1830 über Schwarz:

„Schwarz (L. Bez. Alsfeld) evangel. Pfarrdorf, liegt 2 St. von Alsfeld, hat 98 Häuser und 604 Einwohner, die außer 1 Katholiken evangelisch sind, so wie 2 Mahlmühlen und 1 Forsthaus. – Die Entstehung der Kirche ist unbekannt. Die Abtei Hersfeld hatte den Kirchsatz.“

Zwischen 1912 und 1916 wurde die Bahnlinie Alsfeld-Bad Hersfeld gebaut, an der ein Bahnhof in Schwarz lag. Die Strecke ist abgebaut.
Hessische Gebietsreform 1971/72
Zum 31. Dezember 1971 fusionierten im Zuge der Gebietsreform in Hessen die bis dahin eigenständigen Gemeinden Eulersdorf, Reimenrod, Schwarz, Udenhausen und Wallersdorf in die Stadt Grebenau freiwillig zur erweiterten Stadt Grebenau. Am 1. August 1972 wurden kraft Landesgesetz die Gemeinden Bieben mit Merlos nach Grenau eingemeindet. Für alle eingegliederten Gemeinden und die Kernstadt wurde je ein Ortsbezirke nach der Hessischen Gemeindeordnung errichtet.

### Verwaltungsgeschichte im Überblick
Die folgende Liste zeigt die Staaten und Verwaltungseinheiten, denen Schwarz angehört(e):
- vor 1567: Heiliges Römisches Reich, Landgrafschaft Hessen, Gericht Schwarz[Anm. 2]
- ab 1567: Heiliges Römisches Reich, Landgrafschaft Hessen-Marburg, Gericht Schwarz
- 1604–1648: Heiliges Römisches Reich, strittig zwischen Landgrafschaft Hessen-Darmstadt und Landgrafschaft Hessen-Kassel (Hessenkrieg)
- ab 1604: Heiliges Römisches Reich, Landgrafschaft Hessen-Darmstadt, Oberamt Alsfeld, Gericht Schwarz[19]
- 1787: Heiliges Römisches Reich, Landgrafschaft Hessen-Darmstadt, Oberfürstentum Hessen, Oberamt Alsfeld, Amt Alsfeld[20]
- ab 1806: Großherzogtum Hessen,[Anm. 3] Fürstentum Oberhessen, Oberamt Alsfeld, Amt Alsfeld[21][22]
- ab 1812: Großherzogtum Hessen, Oberfürstentum Hessen, Amt Alsfeld[23]
- ab 1815: Großherzogtum Hessen, Provinz Oberhessen, Amt Alsfeld[24]
- ab 1821: Großherzogtum Hessen, Provinz Oberhessen, Landratsbezirk Romrod[25][Anm. 4]
- ab 1829: Großherzogtum Hessen, Provinz Oberhessen, Landratsbezirk Alsfeld (Amtssitzverlegung)
- ab 1832: Großherzogtum Hessen, Provinz Oberhessen, Kreis Alsfeld
- ab 1848: Großherzogtum Hessen, Regierungsbezirk Alsfeld
- ab 1852: Großherzogtum Hessen, Provinz Oberhessen, Kreis Alsfeld
- ab 1867: Norddeutscher Bund,[Anm. 5] Großherzogtum Hessen, Provinz Oberhessen, Kreis Alsfeld
- ab 1871: Deutsches Reich, Großherzogtum Hessen, Provinz Oberhessen, Kreis Alsfeld
- ab 1918: Deutsches Reich (Weimarer Republik), Volksstaat Hessen, Provinz Oberhessen, Kreis Alsfeld[26][Anm. 6]
- ab 1938: Deutsches Reich, Volksstaat Hessen, Landkreis Alsfeld
- ab 1945: Amerikanische Besatzungszone,[Anm. 7] Groß-Hessen, Regierungsbezirk Darmstadt, Landkreis Alsfeld
- ab 1946: Amerikanische Besatzungszone, Land Hessen, Regierungsbezirk Darmstadt, Kreis Alsfeld
- ab 1949: Bundesrepublik Deutschland, Land Hessen, Regierungsbezirk Darmstadt, Kreis Alsfeld
- ab 1972: Bundesrepublik Deutschland, Land Hessen, Regierungsbezirk Darmstadt, Vogelsbergkreis, Gemeinde Grebenau[Anm. 8]
- ab 1981: Bundesrepublik Deutschland, Land Hessen, Regierungsbezirk Gießen, Vogelsbergkreis, Gemeinde Grebenau

### Gerichtszugehörigkeit seit 1803
In der Landgrafschaft Hessen-Darmstadt wurde mit Ausführungsverordnung vom 9. Dezember 1803 das Gerichtswesen neu organisiert. Für das Fürstentum Oberhessen (ab 1815 Provinz Oberhessen) wurde das „Hofgericht Gießen“ eingerichtet. Es war für normale bürgerliche Streitsachen Gericht der zweiten Instanz, für standesherrliche Familienrechtssachen und Kriminalfälle die erste Instanz. Übergeordnet war das Oberappellationsgericht Darmstadt. Die Rechtsprechung der ersten Instanz wurde durch die Ämter bzw. Standesherren vorgenommen und somit für Schwarz durch das Amt Alsfeld. Nach der Gründung des Großherzogtums Hessen 1806 wurden die Aufgaben der ersten Instanz 1821 im Rahmen der Trennung von Rechtsprechung und Verwaltung auf die neu geschaffenen Landgerichte übertragen. „Landgericht Alsfeld“ war daher von 1821 bis 1879 die Bezeichnung für das erstinstanzliche Gericht in Alsfeld, das heutige Amtsgericht, das für Schwarz zuständig war.
Anlässlich der Einführung des Gerichtsverfassungsgesetzes mit Wirkung vom 1. Oktober 1879, infolge derer die bisherigen großherzoglichen Landgerichte durch Amtsgerichte an gleicher Stelle ersetzt wurden, während die neu geschaffenen Landgerichte nun als Obergerichte fungierten, kam es zur Umbenennung in Amtsgericht Alsfeld und Zuteilung zum Bezirk des Landgerichts Gießen.

## Bevölkerung

### Einwohnerstruktur 2011
Nach den Erhebungen des Zensus 2011 lebten am Stichtag dem 9. Mai 2011 in Schwarz 654 Einwohner. Darunter waren 3 (0,5 %) Ausländer. Nach dem Lebensalter waren 87 Einwohner unter 18 Jahren, 237 zwischen 18 und 49, 165 zwischen 50 und 64 und 165 Einwohner waren älter. Die Einwohner lebten in 273 Haushalten. Davon waren 60 Singlehaushalte, 99 Paare ohne Kinder und 87 Paare mit Kindern, sowie 21 Alleinerziehende und 6 Wohngemeinschaften. In 69 Haushalten lebten ausschließlich Senioren und in 153 Haushaltungen lebten keine Senioren.

### Einwohnerentwicklung
| • 1806: | 470 Einwohner, 88 Häuser  |
| • 1829: | 404 Einwohner, 98 Häuser  |
| • 1867: | 688 Einwohner, 105 Häuser |

| Schwarz: Einwohnerzahlen von 1791 bis 2011 | Schwarz: Einwohnerzahlen von 1791 bis 2011 | Schwarz: Einwohnerzahlen von 1791 bis 2011 | Schwarz: Einwohnerzahlen von 1791 bis 2011 | Schwarz: Einwohnerzahlen von 1791 bis 2011 |
| --- | ------------------------------------------ | ------------------------------------------ | ------------------------------------------ | ------------------------------------------ |
| Jahr |                                            |                                            |                                            | Einwohner                                  |
| 1791 | 1791                                       |                                            | 471                                        | 471                                        |
| 1800 | 1800                                       |                                            | 502                                        | 502                                        |
| 1806 | 1806                                       |                                            | 470                                        | 470                                        |
| 1829 | 1829                                       |                                            | 404                                        | 404                                        |
| 1834 | 1834                                       |                                            | 678                                        | 678                                        |
| 1840 | 1840                                       |                                            | 689                                        | 689                                        |
| 1846 | 1846                                       |                                            | 722                                        | 722                                        |
| 1852 | 1852                                       |                                            | 729                                        | 729                                        |
| 1858 | 1858                                       |                                            | 605                                        | 605                                        |
| 1864 | 1864                                       |                                            | 676                                        | 676                                        |
| 1871 | 1871                                       |                                            | 675                                        | 675                                        |
| 1875 | 1875                                       |                                            | 602                                        | 602                                        |
| 1885 | 1885                                       |                                            | 563                                        | 563                                        |
| 1895 | 1895                                       |                                            | 611                                        | 611                                        |
| 1905 | 1905                                       |                                            | 613                                        | 613                                        |
| 1910 | 1910                                       |                                            | 624                                        | 624                                        |
| 1925 | 1925                                       |                                            | 679                                        | 679                                        |
| 1939 | 1939                                       |                                            | 657                                        | 657                                        |
| 1946 | 1946                                       |                                            | 951                                        | 951                                        |
| 1950 | 1950                                       |                                            | 985                                        | 985                                        |
| 1956 | 1956                                       |                                            | 855                                        | 855                                        |
| 1961 | 1961                                       |                                            | 800                                        | 800                                        |
| 1967 | 1967                                       |                                            | 807                                        | 807                                        |
| 1970 | 1970                                       |                                            | 840                                        | 840                                        |
| 1980 | 1980                                       |                                            | ?                                          | ?                                          |
| 1990 | 1990                                       |                                            | ?                                          | ?                                          |
| 2000 | 2000                                       |                                            | ?                                          | ?                                          |
| 2011 | 2011                                       |                                            | 654                                        | 654                                        |
| Datenquelle: Historisches Gemeindeverzeichnis für Hessen: Die Bevölkerung der Gemeinden 1834 bis 1967. Wiesbaden: Hessisches Statistisches Landesamt, 1968. Weitere Quellen: LAGIS; 1791; 1800; Zensus 2011 |                                            |                                            |                                            |                                            |

### Historische Religionszugehörigkeit
| • 1829: | 603 evangelische, ein katholischer Einwohner                      |
| • 1961: | 723 evangelische (= 90,38 %), 77 katholische (= 9,62 %) Einwohner |

## Politik
Ortsvorsteher ist Matthias Muhl (Stand Juli 2021).